# Fantasy-Jahr 2000
Übersicht

◄◄ | ◄ | 1996 | 1997 | 1998 | 1999 | Fantasy-Jahr 2000 | 2001 | 2002 | 2003 | 2004 | ► | ►►

Weitere Ereignisse

## Ereignisse
- 14. Fantasy Filmfest 26. Juli – 23. August in den Städten Hamburg, Berlin, Köln, Frankfurt, Stuttgart und München